# Ваверко, Людмила Вениаминовна
Людмила Вениаминовна Ваверко (2 декабря 1927, Одесса — 18 апреля 2020, Кишинёв) — молдавский музыкальный педагог. Мастер искусств Молдавии (рум. Maestru în Artă, 1995), кавалер ордена Трудовой славы («Gloria Muncii»).

## Биография
Родилась в Одессе в еврейской семье. В 1933—1941 годах училась в музыкальной школе Петра Столярского у педагога Берты Рейнгбальд. Перед оккупацией Одессы была эвакуирована с родителями в Уфу. По дороге, во время бомбёжки в июле 1941 года, Л. В. Ваверко была ранена в голову и кисть левой руки.
Окончила Одесскую консерваторию (1950) по классу фортепиано. Преподавала в Ворошиловградском музыкальном училище, работала концертмейстером в Одесской консерватории. В 1955 году вместе с мужем — известным молдавским музыковедом Зиновием Столяром (1924—2014) — поселилась в Кишинёве: концертмейстер, затем преподаватель, профессор, в 1993—2002 годах — заведующая кафедрой специального фортепиано Кишинёвского института искусств. Редактор-составитель сборников фортепианных миниатюр молдавских композиторов.
Среди учеников Ваверко, в частности, Олег Майзенберг.

## Учебные пособия Л. В. Ваверко
- Избранные фортепианные произведения молдавских композиторов. Кишинёв: Картя Молдовеняскэ, 1961. — 187 с.
- Piese pentru pian. Alc. şi ediţie îngrijită L. Vaverco; red. E. Tcaci. Chişinău: Cartea Moldovenească, 1971. — 48 p.
- Piese pentru pian. Alc. şi ediţie îngrijită L Vaverco, red. E. Tcaci. Chişinău: Cartea Moldovenească, 1975. — 82 р.
- Piese pentru pian. Alc. şi ediţie îngrijită L. Vaverco, red. Iu. Ţibulschi. Chişinau: Literatura artistică, 1979. — 94 p.
- Работа над музыкальным произведением. Кишинёв: Кишинёвский государственный университет, 1987.
- Работа над полифоническими произведениями в классе фортепиано детских музыкальных школ. Кишинёв: Государственная библиотека им. Н. К. Крупской, 1987.
- Драматургическая роль исполнительских средств в интерпретации «Новеллы» В. Загорского для фортепиано. Кишинёв: Штиинца, 1991.
- Людмила Ваверко и её ученики: Статьи, документы, воспоминания. Под редакцией Виктории Мельник. Кишинёв: Pontos, 2017. — 392 с.[4]